# Whitestone (Warwickshire)
Whitestone – dzielnica miasta Nuneaton, w Anglii, w Warwickshire, w dystrykcie Nuneaton and Bedworth. W 2011 roku dzielnica liczyła 6877 mieszkańców.